# Pleonotoma
Pleonotoma, biljni rod iz porodice katalpovki smješten u tribus Bignonieae. Sastoji se od 16 vrste lijana rasprostranjenih u vlažnom tropskom biomu Srednje i Južne Amerike.

## Opis
Lijane, grančice oštro četverokutne s odvojivim rebrima, bez interpetiolarnih žljezdanih polja; pseudostipule lisnate ili ih nema. Listovi dvostruko trostruki ili trostruko trostruki, vršna pinna često zamijenjena trostrukom viticom. Cvat pazušni ili terminalni grozd. Čaška kupasta, usječena, obično sitno nazubljena; vjenčić bijel do svijetložut, usko zvonasto-lijevkast, cijev u gornjem dijelu gola ili različito dlakava. Prašnici goli, teke ravne, razdvojene. Ovarij duguljast, lepidotan ili puberulozan; jajne stanice 2-serijalne u svakoj lokuli. Plod je izduženo-linearna do izduženo-duguljasta stisnuta čahura, zalisci su paralelni s pregradom, ą glatki, crnkasti nakon sušenja, središnja žila neupadljiva. Sjemenke tanke, 2-krilne, krilca opnasta, smeđe. 

## Vrste
1. Pleonotoma bracteata A.H.Gentry
2. Pleonotoma castelnaei (Bureau) Sandwith
3. Pleonotoma clematis (Kunth) Miers
4. Pleonotoma dendrotricha Sandwith
5. Pleonotoma echitidea Sprague & Sandwith
6. Pleonotoma exserta A.H.Gentry
7. Pleonotoma fissicalyx B.M.Gomes & Proença
8. Pleonotoma fluminensis (Vell.) A.H.Gentry
9. Pleonotoma jasminifolia (Kunth) Miers
10. Pleonotoma longiflora B.M.Gomes & Proença
11. Pleonotoma melioides (S.Moore) A.H.Gentry
12. Pleonotoma orientalis Sandwith
13. Pleonotoma pavettiflora Sandwith
14. Pleonotoma stichadenia K.Schum.
15. Pleonotoma tetraquetra (Cham.) Bureau
16. Pleonotoma variabilis (Jacq.) Miers

## Sinonimi
- Kuhlmannia J.C.Gomes; Arquiv. Serv. Florest., Rio de Janeiro 10: 201 (1956)
- Nestoria Urb.; Ber. Deutsch. Bot. Ges. 34: 751 (1916)